# Bauhinia fabrilis
Bauhinia fabrilis là một loài thực vật có hoa trong họ Đậu. Loài này được (de Wit) K. & S.S.Larsen miêu tả khoa học đầu tiên.